# ディープライブラリー・プロジェクト
ディープライブラリー・プロジェクトとは、日本国内における専門図書館を見つけるウェブサービスの提供を目的としたプロジェクト。また、同名称の専門図書館における所蔵資料横断検索サービス（dlib）を運営している。

## 概要
ディープライブラリー・プロジェクトが運営し、専門図書館協議会及びBICライブラリが後援している。ディープライブラリー・プロジェクトは委員会制で、公共図書館の横断検索サイトを運営するカーリルの吉本龍司ほか、専門図書館の職員など6名が委員となって運営している。「ディープライブラリー・プロジェクト」の名前は、吉本龍司が「専門図書館ってディープだよね」と評したことに由来する。これは、公共図書館が分野横断で資料を保有し、より専門的な資料を専門図書館が保有していれば、利用者のニーズに合わせる形で専門図書館を紹介することができる。この考え方を公共図書館に比べてより深いという意味を込めた。

## 沿革
BICライブラリが2013年に開始した近隣の図書館との横断検索の事業計画が端緒となっている。2014年3月、BICライブラリと市政専門図書館との横断検索が実現し、さらに2014年12月19日から、dlibの名前が使われ始めた。ディープ・ライブラリープロジェクト実行委員会の本部は、BICライブラリに置くことになった。2015年11月にディープライブラリー・プロジェクトの横断検索機能がリリースされた。2016年10月4日、dlibは新バージョンと旧バージョンを統合し、リニューアルされた。2024年10月15日、国立国会図書館サーチとの連携を開始。

## 特徴
検索対象となる図書館を意識せず、国内の専門図書館の資料を検索できることを意識している。2018年3月現在で、約100館を超える専門図書館が参加している。所蔵資料を探すこととともに、調べたいテーマに特化した図書館自体を探せるように考えられている。具体的には、検索結果がなくても、「結果なし」という情報だけではなく、その分野に関する情報をもっているであろう図書館を案内できる。